# Starship (zenekar)
A Starship egy  amerikai pop-rock együttes, amely 1984-ben alakult San Franciscóban. A Jefferson Airplane, illetve a Jefferson Starship zenekarok utódja ez a társulat. Első albumuk, a Knee Deep in the Hoopla 1985-ben jelent meg, és platinalemez lett Kanadában és az Egyesült Államokban. A zenekar 1990-es feloszlásáig még további két albumot készítettek. Két évvel később újjáalakultak, de új albumot csak jó húsz évvel később adtak ki, 2013-ban.
2001-ben Erik Torjeson gitáros elhunyt, 2012-ben Mark Abrahamian gitáros is meghalt. Ennek ellenére a Starship a mai napig működik.
Míg a Jefferson Airplane és a Jefferson Starship pszichedelikus, hard és progresszív rockot játszanak, addig a Starship a jóval kommerszebb AOR, aréna rock és pop rock stílusokban játszik. Legismertebb dalaik a We Built This City, a Sara és a Nothing's Gonna Stop Us Now.

## Diszkográfia
Stúdióalbumok
- Knee Deep in the Hoopla (1985)
- No Protection (1987)
- Love Among the Cannibals (1989)
- Loveless Fascination (2013)